# Сиглер, Эдвард
Эдвард Виктор Сиглер (англ. Edward Victor Siegler; 14 августа 1881, Чикаго, Иллинойс — 28 января 1942, Чикаго, Иллинойс) — американский гимнаст и легкоатлет, бронзовый призёр летних Олимпийских игр 1904 года.
На Играх 1904 года в Сент-Луисе в гимнастике Сиглер участвовал в трёх дисциплинах. Он стал третьим в командном первенстве и выиграл бронзовую медаль. Также он занял 32-ю позицию в личном первенстве и 53-ю в первенстве на 9 снарядах.
В лёгкой атлетике Сиглер соревновался только в троеборье, в котором он занял 12-е место.